# Burrow-with-Burrow
Burrow-with-Burrow – civil parish w Anglii, w Lancashire, w dystrykcie Lancaster. W 2011 civil parish liczyła 182 mieszkańców.